# Felipe Poey
Pour les articles homonymes, voir Poey.
Felipe Poey y Aloy est un zoologiste cubain, né le 26 mai 1799 à La Havane et mort le 28 janvier 1891.

## Biographie
Ses parents sont français et espagnol et il passe plusieurs années (de 1804 à 1807) à Pau. Il fait des études de droit à Madrid. Il devient juriste en Espagne mais doit quitter le pays à cause de ses idées libérales et retourne à Cuba en 1823. Il commence alors à s'intéresser à l'histoire naturelle et voyage en France en 1825 avec sa femme. Durant son séjour, il améliore sa connaissance du latin et commence à publier ses premières recherches sur les papillons cubains. Il participe à la fondation, en 1832, de la Société entomologique de France.
Il commence également à étudier les poissons. Plus tard, après son retour à Cuba, il fera parvenir des spécimens de la faune locale à Georges Cuvier (1769-1832) et à Achille Valenciennes (1794-1865).
Poey retourne à Cuba en 1833 où il fonde le Muséum en 1839. En 1842, il devient le premier professeur de zoologie et d'anatomie comparée de l'université de La Havane.
Il participe également à la création de l'Académie des sciences naturelles, physiques et médicales de la Havane et il est président de la Société anthropologique.